# Val-Mont
Val-Mont é uma comuna francesa na região administrativa da Borgonha-Franco-Condado, no departamento de Côte-d'Or. Estende-se por uma área de 19.90 km², e possui 259 habitantes, segundo o censo de 2018, com uma densidade de 13 hab/km².
Foi criada, em 1 de janeiro de 2016, a partir da fusão das antigas comunas de Jours-en-Vaux e Ivry-en-Montagne.